# Hademstorf
Hademstorf ist eine Gemeinde im Landkreis Heidekreis in Niedersachsen. Sie gehört der Samtgemeinde Ahlden an, die ihren Verwaltungssitz in der Gemeinde Hodenhagen hat.

## Geografie

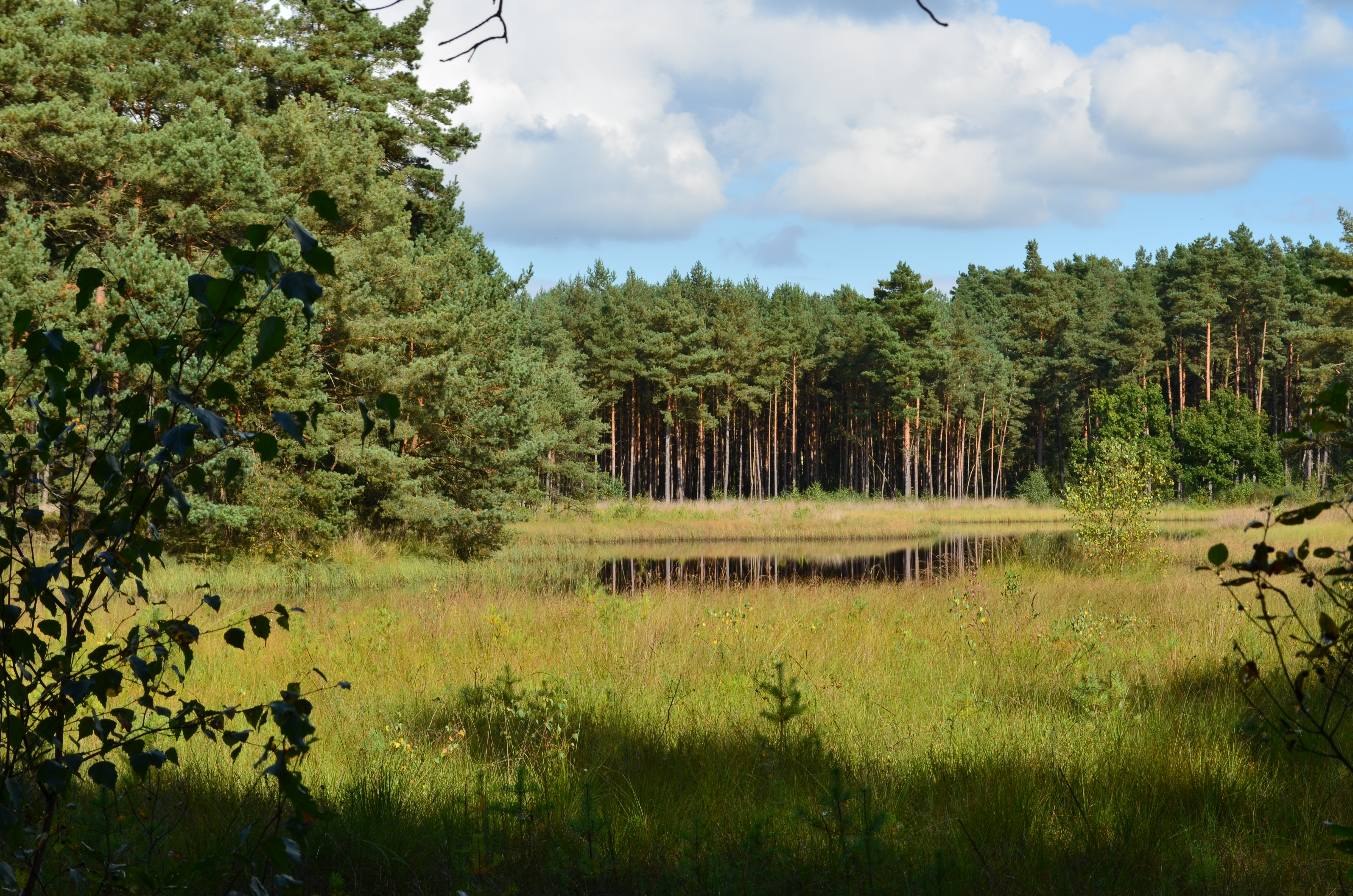
Naturschutzgebiet Bansee nordöstlich des Dorfes.

Hademstorf liegt zwischen Walsrode und Hannover nordöstlich der Aller. Nordöstlich von Hademstorf, am Rande des Hademstorfer Waldes mit überwiegend Kiefernbestand auf sandigem Boden, liegt das Naturschutzgebiet Bansee. Aller und Leine sowie Teile ihrer Niederung sind Bestandteil des Naturschutzgebietes Aller-Leinetal. In Hademstorf wurde früher Torf abgebaut.

## Geschichte
Im Jahr 1972 wurde im Wald bei Hademstorf ein geheimes NATO-Tanklager errichtet. Die durch die Bundeswehr betriebene Anlage war Teil des Central Europe Pipeline System und trug zur Tarnzwecken den Namen des wenige Kilometer entfernt liegenden Dorfes Hodenhagen. Das aus vier Tanks mit einem Fassungsvermögen von 17.000 m³ bestehende Tanklager war bis 2014 in militärischer Nutzung und wurde 2015 an einen Recycling-Betrieb aus dem Landkreis Celle verkauft.

## Politik

### Bürgermeisterin
Die ehrenamtliche Bürgermeisterin Ulrike Wiechmann-Wrede wurde am 9. September 2001 gewählt.

### Gemeinderat
Der Rat der Gemeinde Hademsdorf setzt sich aus neun Mitgliedern zusammen. Die Ratsmitglieder werden durch eine Kommunalwahl für jeweils fünf Jahre gewählt.
Bei der Kommunalwahl 2021 ergab sich folgende Sitzverteilung:
| Gemeinderat 2021Insgesamt 9 Sitze - SPD: 5 - Unabh.: 2 - CDU: 2 | Gemeinderatswahl 2021Wahlbeteiligung: 64,86 % 6050403020100 51,2 %26,5 %22,3 % SPDUnabh.bCDUAnmerkungen:b Einzelbewerber Christian Braband |

## Wirtschaft und Infrastruktur

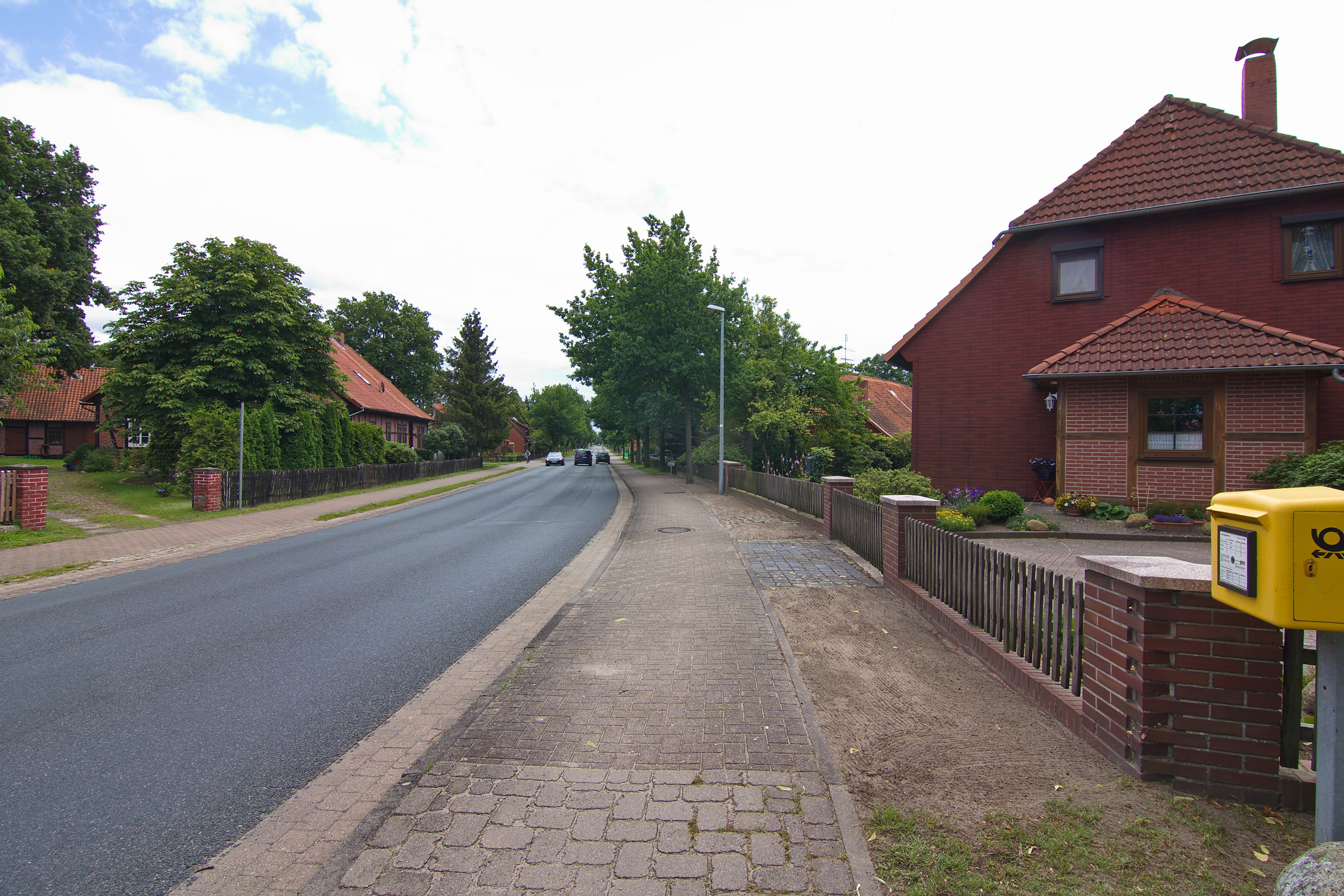
Ortsblick

Die Bundesautobahn 7 liegt östlich der Gemeinde. Die nächste Anschlussstelle ist in Buchholz (Aller) in ca. 8 km Entfernung.
Hademstorf liegt an der Heidebahn. Seit 2010 halten am Bahnhaltepunkt keine Züge mehr.
Eine Veranstaltungshalle, erbaut in den Jahren 1985–1986, für bis zu 300 Personen, benannt nach dem ehemaligen Bürgermeister Eberhard Schwarz, steht den Einwohnern insbesondere als Veranstaltungsraum für Aktivitäten der Dorfgemeinschaft zur Verfügung.
Der Träger des Kindergartens ist die Gemeinde. Es werden 25 Plätze angeboten.
Früher gab es eine eigene Volksschule in Hademstorf.
Der Friedhof liegt am nördlichen Ortsrand von Hademstorf in einem kleinen Wald. Er wurde 1965 angelegt und verfügt über 586 Grabstellen.

## Söhne und Töchter der Gemeinde
- Heinrich Thies (* 1953), deutscher Journalist und Schriftsteller